# Agua Zarca de la Peña
Agua Zarca de la Peña är en ort i Mexiko.   Den ligger i kommunen Acapulco de Juárez och delstaten Guerrero, i den södra delen av landet, 280 km söder om huvudstaden Mexico City. Agua Zarca de la Peña ligger 351 meter över havet och antalet invånare är 561.
Terrängen runt Agua Zarca de la Peña är huvudsakligen lite kuperad. Agua Zarca de la Peña ligger uppe på en höjd. Runt Agua Zarca de la Peña är det tätbefolkat, med 397 invånare per kvadratkilometer. Närmaste större samhälle är San Isidro Gallinero, 15,2 km sydväst om Agua Zarca de la Peña. I omgivningarna runt Agua Zarca de la Peña växer huvudsakligen savannskog.